# Khachen
Khachen (in armeno Խաչեն ?) o Seyidbeyli (in azero Seyidbəyli) è una comunità rurale del distretto di Xocalı in Azerbaigian, facente parte fino al 2023 della Regione di Askeran nella repubblica di Artsakh (fino al 2017 denominata repubblica del Nagorno Karabakh).
Conta poco meno di quattrocento abitanti e sorge in zona collinare lungo l'asse stradale che collega la capitale Step'anakert a Martakert.